# Laura Molina (voleibolista)
Laura Isabel Molina de López  (Santa Tecla (El Salvador), 11 de dezembro de 1986) é uma voleibolista indoor e  jogadora de vôlei de praia salvadorenha.

## Carreira
A sua trajetória esportiva teve início aos 12 anos de idade no remo, basquetebol e no vôlei de quadra (indoor).Quando estava no basquete seu irmão a motivou a experimentar o vôlei, em seguida estava recolhendo as bolas e exercícios sob o comando da professora e ex-jogadora de vôlei de praia Mayra Ferrer de Cuba. Mais tarde, competiria no vôlei de praia, formando dupla com Yvonne Soler conquistaram os títulos nacionais de 2004 a 2015,  foram medalhistas de prata na Copa Centro-Americana de 2005, 2008, 2009 e 2010, bronze nas edições de 2007 e 2015, sendo a dupla líder do ranking nacional, época que utilizava o sobrenome Solórzano.
No ano de 2006, competiu ao lado de Diana Romero nos Jogos Centro-Americanos e do Caribe de 2006, finalizando na décima primeira posição.Em 2007, ao lado de Yvonne Soler, disputaram o Pan do Rio 2007e finalizaram na nona posição, depois em 2008, conquistaram a medalha de prata no Circuito NORCECA em San Salvador e o quarto lugar na etapa de Montelimar no referido circuito em 2009, e também competiram juntas nos Jogos Centro-Americanos e do Caribe de 2010 em Mayagüez sendo eliminadas nas quartas de final. Disputaram a edição do Pan de Toronto 2015 e terminaram na décima primeira posição.
Em 2018, após nascimento de seu segundo filho, fez uma pausa na carreira e retornou em 2021.Na temporada de 2022, após gravidez e nascimento do seu terceiro filho, Wilfredo, retomou a carreira e dupla com Yvonne.Em 2023, disputaram juntas a edição dos Jogos Centro-Americanos e do Caribe em San Salvador e o Jogos Pan-Americanos de 2023.

## Títulos e resultados
- Etapa da San Salvador do Circuito NORCECA  de 2008
- Etapa da Montelimar do Circuito NORCECA  de 2009
- Circuito Salvadorenho: 2004,2005,2006,2007,2008,2009,2010,2011,2012,2013,2014,2015